# Георги Чолаков (оператор)
Вижте пояснителната страница за други личности с името Георги Чолаков.
Георги Николов Чолаков е български оператор.
Роден е в град София на 26 септември 1947 г. През 1973 г. завършва радиофизика и електроника в Софийския държавен университет. После завършва задочно операторско майсторство във ВИТИЗ „Кръстьо Сарафов" през 1983 г. От 1991 до 1995 г. е заместник-директор на Националния филмов център, а от 1995 до 2014 г. е основател и продуцент на Геополи ООД. От март 2014 г. е изпълнителен директор на ИА Национален филмов център.

## Филмография

### Като продуцент с Павлина Желева
- Кръвта (анимационен – 2012)
- Иван Радоев - Аз съм и ножа и раната (документален – 2012)
- Иван Радоев - Поетът стрела в сърцето си (документален – 2011)
- Копнеж (анимационен – 2011)
- Прима, Приавера (игрален – 2009)
- Романтика (игрален – 2007)
- Етно (документална поредица 46х27 минити – 2006 – 2002)
- По пътя (игрален – 2005)
- Шантав ден (игрален – 2004)
- Седмото слънце на любовта - O 7os Ilios Tou Erotрa (игрален – 2001)
- Земя и вода - Homa Kai Nero (игрален – 1999)
- Бандитът - Eskiya (игрален – 1995)

### Като оператор
- Иван Радоев - Аз съм и ножа и раната (документален – 2012)
- Иван Радоев - Поетът стрела в сърцето си (документален – 2011)
- Етно (документална поредица 46х27 минити – 2006 – 2005)
- Фердинанд Български (1995)
- Стефан Стамболов - създателят и спасителят (1991)
- Юдино желязо (1989)
- Ненужен антракт (1987)
- Коста Паница - черти из живота и времето му (1986)
- Тишина (1982)

### Като съсценарист
- Стефан Стамболов - съзидателят и съсипателят (1991)
- Коста Паница - черти из живота и времето му (1986)
- Ученик - последна година (1981)